# 諾維利斯科斯城堡

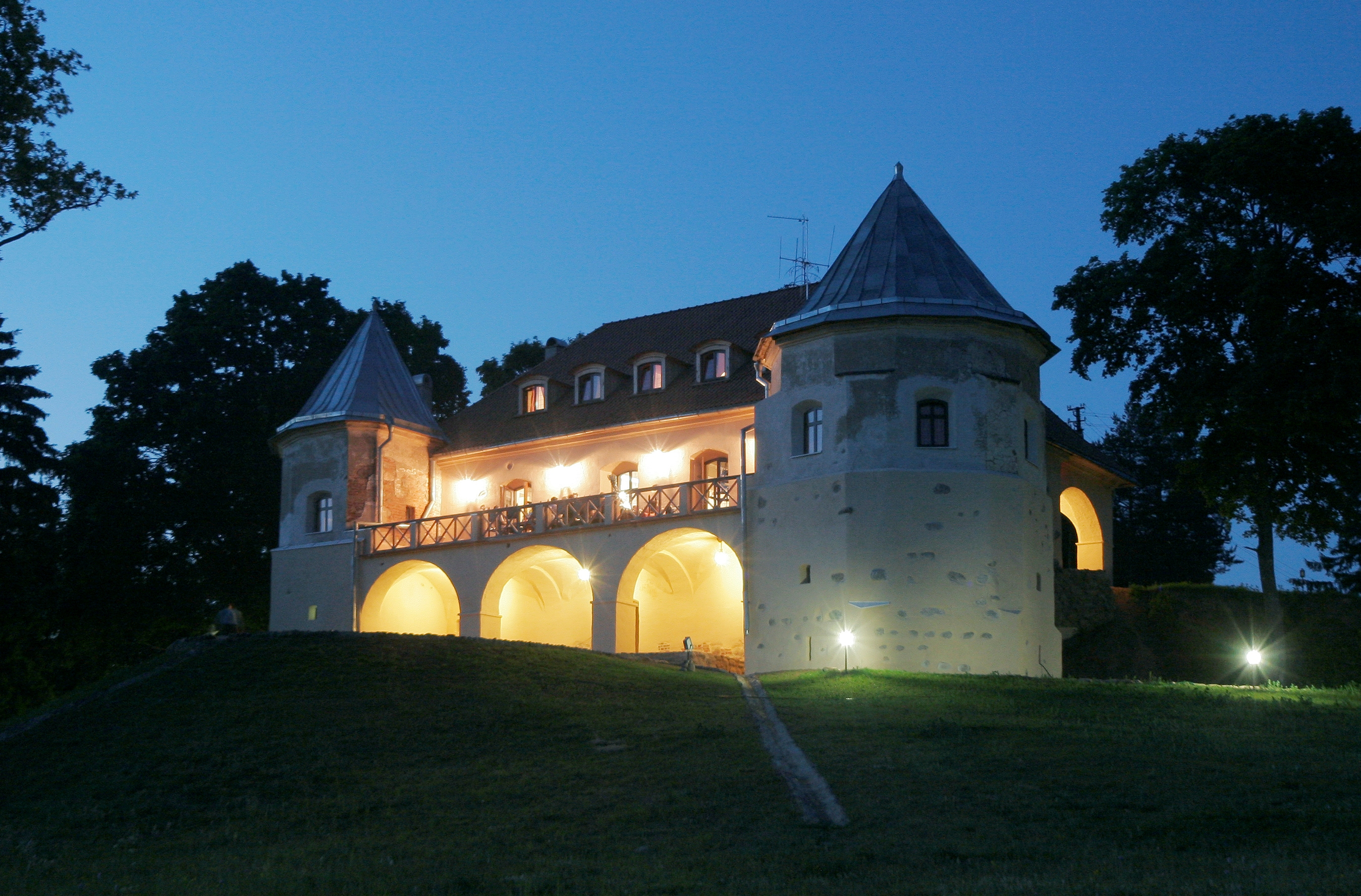
諾維利斯科斯城堡

諾維利斯科斯城堡（Norviliškės Castle）是立陶宛的一座城堡建築，位於立陶宛東南部，靠近立陶宛和白羅斯國境。這座城堡是一座文藝復興風格的建築，首次被提及是在1586年。18世紀末期，城堡增建了修道院。2005年，城堡開始進行重建工程。